# Laos aux Jeux olympiques d'été de 2024
Le Laos participe aux Jeux olympiques de 2024 à Paris en France. Il s'agit de sa 11e participation à des Jeux d'été.
Le nageur Steven Insixiengmay (en) et l'athlète Silina Pha Aphay (en) sont les porte-drapeaux de la délégation laotienne.

## Nombre d’athlètes qualifiés par sport
Voici la liste des qualifiés et sélectionnés bahaméens par sport (remplaçants compris) :
| Sport       | Hommes | Femmes | Total |
| ----------- | ------ | ------ | ----- |
| Athlétisme  | 0      | 1      | 1     |
| Gymnastique | 0      | 1      | 1     |
| Natation    | 1      | 1      | 2     |
| Total       | 1      | 3      | 4     |

## Bilan général
| Sport       | Médaille d'or, Jeux olympiques | Médaille d'argent, Jeux olympiques | Médaille de bronze, Jeux olympiques | Total | Rang pays |
| ----------- | ------------------------------ | ---------------------------------- | ----------------------------------- | ----- | --------- |
| Athlétisme  |                                |                                    |                                     |       |           |
| Gymnastique |                                |                                    |                                     |       |           |
| Natation    |                                |                                    |                                     |       |           |
| Total       |                                |                                    |                                     |       |           |

| Jour       | Médaille d'or, Jeux olympiques | Médaille d'argent, Jeux olympiques | Médaille de bronze, Jeux olympiques | Total |
| ---------- | ------------------------------ | ---------------------------------- | ----------------------------------- | ----- |
| 26 juillet |                                |                                    |                                     |       |
| 27 juillet |                                |                                    |                                     |       |
| 28 juillet |                                |                                    |                                     |       |
| 29 juillet |                                |                                    |                                     |       |
| 30 juillet |                                |                                    |                                     |       |
| 31 juillet |                                |                                    |                                     |       |
| 1er août   |                                |                                    |                                     |       |
| 2 août     |                                |                                    |                                     |       |
| 3 août     |                                |                                    |                                     |       |
| 4 août     |                                |                                    |                                     |       |
| 5 août     |                                |                                    |                                     |       |
| 6 août     |                                |                                    |                                     |       |
| 7 août     |                                |                                    |                                     |       |
| 8 août     |                                |                                    |                                     |       |
| 9 août     |                                |                                    |                                     |       |
| 10 août    |                                |                                    |                                     |       |
| 11 août    |                                |                                    |                                     |       |
| Total      |                                |                                    |                                     |       |

| Sexe   | Médaille d'or, Jeux olympiques | Médaille d'argent, Jeux olympiques | Médaille de bronze, Jeux olympiques | Total |
| ------ | ------------------------------ | ---------------------------------- | ----------------------------------- | ----- |
| Hommes |                                |                                    |                                     |       |
| Femmes |                                |                                    |                                     |       |
| Mixte  |                                |                                    |                                     |       |
| Total  |                                |                                    |                                     |       |

## Résultats

### Athlétisme
| Athlètes              | Épreuve | Premier tour (ou tour préliminaire) | Premier tour (ou tour préliminaire) | Repêchage (ou premier tour) | Repêchage (ou premier tour) | Demi-finales | Demi-finales | Finale  | Finale  |
| Athlètes              | Épreuve | Temps                               | Rang                                | Temps                       | Rang                        | Temps        | Rang         | Temps   | Rang    |
| --------------------- | ------- | ----------------------------------- | ----------------------------------- | --------------------------- | --------------------------- | ------------ | ------------ | ------- | ------- |
| Silina Pha Aphay (en) | 100 m   | 12 s 45                             | 6e                                  | Eliminé                     | Eliminé                     | Eliminé      | Eliminé      | Eliminé | Eliminé |

### Gymnastique rythmique
Praewa Misato Philaphandeth obtient un quota après avoir reçu une invitation de la Commission tripartite.
| Athlète                          | Qualification | Qualification | Qualification | Qualification | Qualification | Qualification | Finale | Finale | Finale | Finale | Finale | Finale |
| Athlète                          |               |               |               |               | Total         | Rang          |        |        |        |        | Total  | Rang   |
| -------------------------------- | ------------- | ------------- | ------------- | ------------- | ------------- | ------------- | ------ | ------ | ------ | ------ | ------ | ------ |
| Praewa Misato Philaphandeth (en) | 21.600        | 21.600        | 22.250        | 21.900        |               | e             |        |        |        |        |        | e      |

### Natation
| Athlète                  | Épreuve      | Séries       | Séries | Demi-finales | Demi-finales | Finale | Finale |
| Athlète                  | Épreuve      | Temps        | Rang   | Temps        | Rang         | Temps  | Rang   |
| ------------------------ | ------------ | ------------ | ------ | ------------ | ------------ | ------ | ------ |
| Steven Insixiengmay (en) | 100 m brasse | 1 min 4 s 64 | e      |              | e            |        | e      |

| Athlète                | Épreuve          | Séries       | Séries | Demi-finales | Demi-finales | Finale | Finale |
| Athlète                | Épreuve          | Temps        | Rang   | Temps        | Rang         | Temps  | Rang   |
| ---------------------- | ---------------- | ------------ | ------ | ------------ | ------------ | ------ | ------ |
| Ariana Dirkzwager (en) | 200 m nage libre | 2 min 7 s 22 | e      |              | e            |        | e      |